# Anagyrus subproximus
Anagyrus subproximus är en stekelart som först beskrevs av Filippo Silvestri 1915.  Anagyrus subproximus ingår i släktet Anagyrus och familjen sköldlussteklar. Inga underarter finns listade i Catalogue of Life.